# Osiria
'Osiria' est un cultivar de rosier hybride de thé obtenu en 1978 par Kordes en Allemagne et introduite la même année au commerce en France par Willemse France. C'est un rosier célèbre par son coloris franchement bicolore qui figure dans les catalogues du monde entier. Il est issu de 'Snowfire' (Kordes, 1970) et de semis non révélés au public et doit son nom à une contrée légendaire noyée sous les océans.

## Description
'Osiria' est un hybride de thé fameux pour son coloris bicolore, rouge velouté aux revers blancs satinés. Sa floraison est remontante jusqu'aux premières gelées. Ses grandes fleurs doubles parfumées sont turbinées et généralement solitaires. Son buisson au feuillage caduc s'élève de 70 cm à 90 cm. 
La zone de rusticité de cette rose est 7b ; elle craint donc les hivers et les débuts de printemps froids et son pied nécessite alors d'être protégé. Elle supporte les sols calcaires, mais préfère les sols riches. Elle se plaît dans les situations ensoleillées. Ce cultivar doit être taillé à la fin de l'hiver, c'est-à-dire qu'il faut rabattre les trois au quatre tiges les plus fortes à 20-30 cm et supprimer les branches grêles. Elle a besoin de soins préventifs contre les différentes maladies des rosiers. 